# توم كلانسيز رينبو سكس: فيغاس
توم كلانسيز رينبو سكس: فيغاس (بالإنجليزية: Tom Clancy's Rainbow Six: Vegas)‏ ، هي لعبة فيديو إلكترونية من نوع تصويب منظور الشخص الأول ، نشرت في السوق سنة 2006م ، وتعمل لأنظمة التشغيل التالية مايكروسوفت ويندوز وبلاي ستيشن 3 وإكس بوكس 360 والهواتف النقالة.